# Maratha
Maratha, das Reich der Marathen, (Marathi मराठा साम्राज्य Marāṭhā Sāmrājya Maratha Samrajya) war ein Staat in Zentralindien (1674–1818), der im 18. Jahrhundert beinahe einen Großmachtstatus erreicht hätte. Von ihm ging parallel zum Verfall des Mogulreiches eine Erneuerung des hinduistischen Einflusses in Indien aus.

## Ursprünge unter Shivaji
Die Marathen waren ursprünglich ein Clanbündnis im heutigen indischen Bundesstaat Maharashtra, das im Bergland einige Festungen besaß. Unter ihrem Anführer Shivaji und seinem Sohn und Nachfolger Sambhaji entstanden weitere Bergfestungen, darunter das in den Bergen der Westghats gelegene Raigad-Fort. Ihre Sprache war die Marathi-Sprache, die sich schon im 13. Jahrhundert in der Literatur niederschlug. Seit jener Zeit schufen eigene literarische und religiöse Traditionen, repräsentiert von Persönlichkeiten wie Tukaram (17. Jahrhundert), ein Zusammengehörigkeitsgefühl unter diesen Stämmen.
Unter Shivaji (regierte 1657–1680) stiegen die Marathen zu Rivalen der Dekkan-Sultanate Bijapur und Golkonda auf. Shivaji proklamierte sich 1674 nach altem vedischen Ritual zum König (chhatrapati, wird manchmal auch als Kaiser übersetzt), hatte aber dem Expansionsdrang des Mogulreiches unter Aurangzeb (regierte 1658–1707) wenig entgegenzusetzen. Trotzdem gilt er heute in Indien als einer der größten nationalen Helden. Die vom Staat erhobenen Steuern betrugen bis zur Hälfte der Ernte, aber es gab eine staatliche Förderung der Landwirtschaft. Im Jahr 1670 wird erstmals der von den Marathen eingetriebene Tribut, chauth, erwähnt.
Shivajis Sohn Sambhaji verbündete sich mit dem gegen seinen Vater rebellierenden Prinzen Akbar, dem vierten Sohn Aurangzebs, aber das Bündnis der beiden blieb fruchtlos (1681). Aurangzebs Armee eroberte 1686/1687 Bijapur und Golkonda und wandte sich dann gegen die Marathen. Im Jahr 1689 wurde Sambhaji auf einem Vergnügungsausflug gefangen, gefoltert und hingerichtet. Auf Sambhaji folgte als Chhatrapati sein Bruder Rajaram I. (regierte 1689–1700), der den Kleinkrieg gegen das Mogulreich fortsetzte.

## Die Peshwas und der Weg zur Großmacht
Als Sambhajis Sohn Shahu I. im Jahr 1707 aus der Mogulhaft entlassen wurde, kam es zu einer Spaltung der Marathen zwischen ihm und den Söhnen Rajarams bzw. dessen Witwe Tara Bai.
Shahus Premierminister, der Peshwa Balaji Baji Rao, der in den Jahren 1720–1740 hauptsächlich die Regierungsgeschäfte leitete, führte die Marathenmacht trotzdem zu ihrem Zenit. Die Zeit war gekennzeichnet durch niedrige Steuern und religiöse Toleranz. Auf der Gegenseite stand in Delhi der Mogulpolitiker Nizam-ul-Mulk, der sich aber bei Hofe letztlich nicht durchsetzen konnte. Die Marathen bekamen Geldzahlungen und politische Zugeständnisse, zum Beispiel erhielt Balaji Vishwanath im Jahr 1719 in Delhi den Chauth für den Dekkan zugesprochen. Im Jahr 1734 standen die Marathen vor Agra, und drei Jahre später wurde Delhi nur durch einen Glücksfall gerettet.
Nach der Abdankung Nizam-ul-Mulks im Jahr 1724 (er schuf sich einen quasi-selbständigen Staat in Hyderabad) und der Plünderung Delhis durch den persischen Eroberer Nader Schah (1739) war das Mogulreich politisch geschwächt.
Statt eines zentralistischen Marathen-Staates bildete sich jetzt allmählich eine Konföderation von Kleinkönigen heraus, zusammengehalten durch die Autorität des Premierministers, des Peshwa. Vier Clans ragten dabei heraus: die Gaekwad in Baroda (Region Gujarat), die Sindia in Gwalior, die Holkar in Indore (Region Malwa) und die Bhonsle in Nagpur (Region Berar). Der Kaiser war nur noch ein nominelles Oberhaupt und der Premierminister (peshwa) hatte damit zu tun, ihre politischen Bestrebungen auszubalancieren. Dabei kam den Peshwas zugute, dass nur sie und ihresgleichen (die Brahmanenkaste) durch die komplizierte Steuererhebung und Reichtumsverteilung innerhalb der Marathenkonföderation über das notwendige Herrschaftswissen verfügten. Gleichzeitig verletzten die Marathen die indische Klassenstruktur mitunter: So war der erste Peshwa einst ein Dorfbuchhalter gewesen, und die Vorfahren der Holkars waren Ziegenhirten.
Die Marathen trieben einen Tribut namens Chauth (ein Viertel der Staatseinnahmen) und einen Zuschlag zu den lokalen Steuern (sardeshmukhi) ein und überließen alles andere den lokalen Machthabern, den Nawabs, Emiren und Rajas. Sie lehnten es auch ab, in einem eroberten Gebiet neue Eigentümer zu ernennen, wenn die geringste Aussicht bestand, dass die alten zurückkommen könnten. In nicht unterworfenen oder direkt „verwalteten“ Gebieten wie zum Beispiel in Bengalen des Nawabs und dem vom Asaf Jah I. verwalteten Hyderabad traten sie nur als Plünderer auf, die wegen ihrer Grausamkeit gefürchtet waren. Ein Raubzug Raghuji Bhonsles in Bengalen 1742 mag da als Beispiel dienen, er führte überdies zum Konflikt zwischen dem Peshwa und Raghuji Bhonsle.
Auf Balaji Baji Rao I. folgte als Premier sein Sohn Balaji Rao 1740–1761. Kaiser Shahu starb 1749 und die Premierminister (peshwa) wurden zur faktischen Autorität der Marathenfürsten, der (adoptierte) Thronerbe Ramaraja wurde nach einem Sieg über die Opposition von Rajarams Witwe Tara Bai und Damaji Gaikwar eingesperrt.
Premier Balaji Rao beschränkte sich auf die Verwaltung, während sein Bruder Ragunath das Heer im Norden befehligte und mehrfach die Afghanen zurückschlug. Schließlich führte ein anderer Verwandter ein großes Marathen-Heer in die Dritte Schlacht von Panipat 1761 gegen Ahmad Schah Durrani. Es ging um das gerade erst besetzte Delhi. Die Afghanen setzten sich aber mit einer beweglicheren Taktik, leichteren Kanonen und sicheren Versorgungslinien durch. Balaji Rao war schockiert und starb wenig später.
In der ersten Hälfte des 18. Jahrhunderts betrieb die Marathen-Flotte unter Kanhoji Angre (1667–1729) und seinem Sohn Tulaji umfassende Piraterie, im Wesentlichen auf eigene Rechnung, aber auch als See- und Handelskrieg gegen die Britische Ostindien-Kompanie, gegen niederländische, dänische und portugiesische Kriegs- und Handelsschiffe an der Küste. Mehrere Strafexpeditionen der europäischen Kolonialmächte scheiterten; erst 1756 gelang den Briten unter Robert Clive (Truppen) und Admiral Watson (Flotte) im Bündnis mit den Marathen, die das seit 1713 faktisch unabhängig handelnde Fürstentum wieder unter ihre Oberherrschaft bringen wollten, mit der Einnahme der Haupt- und Seefestung Gheriah ein entscheidender Sieg; die Werften wurden zerstört, und Tulaji Angre floh zum Peshwa. Das Gebiet unterstand damit wieder marathischer Souveränität, Gheria wurde britisch besetzt.

## Stagnation und Untergang
Der nächste Peshwa, Madhav Rao I. (1761–1772), konnte seine Gegner noch zurückhalten und Delhi samt Großmogul Shah Alam II. ins Reich eingliedern. Aber nach seinem Tod verbündete sich sein Onkel Ragunath mit der britischen Ostindien-Kompanie gegen den legitimen nächsten Peshwa und dessen Anhänger. Ragunath spaltete damit die Marathen und gab dem Briten Warren Hastings Handlungsfreiheit. Es kam zum ersten Krieg zwischen der Ostindien-Kompanie und Marathen (letztere sogar im Bündnis mit ihren Gegenspielern in Mysore und Hyderabad), in dem die Marathen unter General Mahadji Sindia nach einem Sieg 1779 doch noch bei Sipri 1781 geschlagen und zum Frieden von Salbai 1782 gezwungen wurden.
Zu der Zeit wankte die Zentralgewalt: Unterkönige und Generäle wie Mahadji Sindia waren die Herren in ihren Provinzen und gaben dem Peshwa 1785 sogar Befehle. Aber Mahadji Sindia († 1795) gelang es nicht, den Großmogul Shah Alam II. 1788 gegen plündernde afghanische Rohilla unter der Führung von Ghulam Qadir zu schützen, der Shah Alam II. gefangen nahm und blendete. Mahadji Sindia ließ seine Armee von einem französischen Offizier namens Perron nach europäischem Muster ausbilden und erlitt trotzdem eine Niederlage gegen die Rajputen. Seine Geldnot und sein Konflikt mit der Holkar-Familie (Königin Ahalya Bai; † 1795) kamen hinzu. Nach seinem Tod und dem Tod des Ministers Nana Fadnavis 1800 zerbrach der Staat endgültig.
Der Peshwa Baji Rao II. (1796–1818), Ragunaths Sohn, begab sich nach einer Niederlage gegen seinen Rivalen Jaswant Rao Holkar 1802 unter britischen Schutz. Das duldeten die Unterkönige nicht, vor allem Daulat Rao Sindia und Raghuji Bhonsle. So kam es anschließend zum zweiten Krieg zwischen Marathen und Briten, der aufgrund der Uneinigkeit der Marathen und ihres unzureichenden Versuchs der Kopie europäischer Kriegsführung zugunsten letzterer ausging. Die Briten unter Arthur Wellesley siegten über Sindia und Bhonsle bei Assaye und besetzten 1803 Delhi. Zwar fügte Jaswant Rao Holkar den Briten im August 1804 schwere Verluste zu, verlor aber im November bei Farrukhabad. Die Sindia, Bhonsle und Holkar mussten sich so nacheinander den Briten beugen und bekamen Sonderverträge.
Im Dritten Marathenkrieg 1817/1818 brachte die Ostindien-Kompanie die Marathen endgültig um ihre Unabhängigkeit. Generalgouverneur Francis Rawdon Hastings bot dafür 120.000 Soldaten auf. Der Peshwa Baji Rao II. verlor zwei Schlachten, wurde gefangen genommen und schließlich mit einer Rente von 80.000 Pfund in Pension geschickt. Damit blieben nur noch Kleinkönige mit dem Status von Fürstenstaaten Britisch-Indiens bis 1947/1948 übrig.

## Die Regenten

### Chhatrapatis
- 1674–1680 Shivaji
- 1680–1689 Sambhaji
- 1689–1700 Rajaram I.
- 1700–1714 Shivaji II.
- 1714–1731 Sambhaji II.

Neben- oder Hauptlinie
- 1707–1749 Shahu I.
- 1749–1777 Rajaram II.
- 1777–1808 Shahu II.

### Peshwas
- 1713–1720 Balaji Vishwanath
- 1720–1740 Bajirao I.
- 1740–1761 Balaji Baji Rao
- 1761–1772 Madhav Rao I. Ballal
- 1772–1773 Narayan Rao
- 1773–1774 Ragunath (Prätendent)
- 1774–1795 Madhav Rao II. Narayan
- 1796–1818 Baji Rao II.